# Валь-делла-Торре
Валь-делла-Торре (італ. Val della Torre, п'єм. Val ëd la Tor) — муніципалітет в Італії, у регіоні П'ємонт,  метрополійне місто Турин.
Валь-делла-Торре розташований на відстані близько 550 км на північний захід від Рима, 24 км на північний захід від Турина.
Населення — 3866 осіб (2014).
Щорічний фестиваль відбувається 1 серпня. Покровитель — San Donato.

## Демографія
Населення за роками:

Станом на 1 січня 2023 року в муніципалітеті офіційно проживало 190 іноземців з 23 країн, серед них 138 громадян країн Євросоюзу та 4 громадяни України.

## Сусідні муніципалітети
- Альмезе
- Альпіньяно
- Казелетте
- Дживолетто
- Руб'яна
- Сан-Джилліо
- Варизелла
- Віу